# Súr
Súr es un pueblo ubicado en el distrito de Kisbér, condado de Komárom-Esztergom, Hungría.

## Superficie
Posee una superficie de 37,35 kilómetros cuadrados.

## Demografía
Hasta 2022 la población era de 1261 habitantes, con una densidad de población de 33,76 habitantes por kilómetro cuadrado.